# Vanilla sumatrana
Vanilla sumatrana ist eine Pflanzenart aus der Gattung Vanille (Vanilla) in der Familie der Orchideen (Orchidaceae). Sie wächst als Kletterpflanze in Südostasien.

## Beschreibung
Vanilla sumatrana ist eine immergrüne Kletterpflanze, die Blätter sind im Abstand von acht bis neun Zentimeter am Spross angeordnet. Ihre Form ist länglich-oval, sie enden zugespitzt. Der Blattstiel misst 1,2 bis 1,3 Zentimeter, das Blatt ist 15 bis 16 Zentimeter lang und fünf bis sechs Zentimeter breit.
Der traubige Blütenstand ist vielblütig, die kantige Blütenstandsachse wird 3,5 bis sechs Zentimeter lang bei einem Durchmesser von etwa 0,7 Zentimeter. Die Tragblätter sind dreieckig, stark gewölbt und etwa 0,65 Zentimeter lang. Der Fruchtknoten ist etwa drei Zentimeter lang. Die Blüten sind gelblich, die Spitzen der Blütenblätter gelb-grün, die Lippe ist weiß mit roter Zeichnung. Die Sepalen sind lanzettlich bis spatelförmig, vier Zentimeter lang und einen Zentimeter breit, stumpf endend, kahnförmig konkav gebogen. Die Petalen sind in Form und Dimension ähnlich, auf der Außenseite deutlich gekielt. Die Lippe ist undeutlich dreilappig, der mittlere Lappen ist an der Spitze etwas eingezogen und so nochmals schwach zweilappig. Die Lippe ist ausgebreitet etwa rhombisch im Umriss, ihr Rand ist gewellt. An der Basis ist sie für etwa 0,6 Zentimeter mit der Säule verwachsen. Mittig auf der Lippe sitzen: an der Basis einige glatte Rillen, dann fünf mit zur Basis weisenden Schuppen besetzte Quer-Lamellen, dann eine langgestreckte, behaarte Zone, die nicht ganz bis zur Spitze der Lippe reicht. Die schlanke Säule wird 2,7 Zentimeter lang, sie ist an der Basis weiß, weiter vorne gelb.

## Verbreitung
Vanilla sumatrana kommt im Westen Sumatras vor. Portères gibt Fundorte in Höhenlagen von 360 bis 1000 Meter an, nach Soto Arenas und Cribb unterscheidet sie sich von Vanilla griffithii durch die auf über 1000 Meter gelegenen Standorte.

## Systematik und botanische Geschichte
Diese Orchidee wurde 1920 von Johannes Jacobus Smith beschrieben.
Innerhalb der Gattung Vanilla wird Vanilla sumatrana in die Untergattung Xanata und dort in die Sektion Tethya, die alle Arten der Paläotropis enthält, eingeordnet. Laut Portères ähnelt Vanilla sumatrana der ebenfalls auf Sumatra vorkommenden Vanilla griffithii, hat aber anders geformte Blütenblätter und andere Anhängsel auf der Lippe. Von Soto Arenas und Cribb wird letztere jedoch in eine andere Verwandtschaftsgruppe gestellt. Sie nennen als die Gruppe um Vanilla kinabaluensis als verwandte Arten.